# Local Government Act (Northern Ireland) 1972
Pour les articles homonymes, voir Local Government Act.
Lire en ligne

UK Statute Law Database

Local Government (Ireland) Act 1898 (en)
Le Local Government Act (Northern Ireland) 1972 est une loi du parlement d’Irlande-du-Nord sanctionnée le 25 mars 1972.
Le texte permet la création des conseils dédiés à l’administration de districts de gouvernement local créés par le Local Government (Boundaries) Act (Northern Ireland) 1971 (en) et révoquant les anciennes autorités locales datant de 1899.

## Introduction des conseils de district

### Dispositions générales
Chaque district de gouvernement local (local government district) doit être doté d’une assemblée (council) composée de conseillers (councillors) dont l’un est le président (chairman) et un autre vice-président (deputy chairman). Le nom de l’assemblée doit se composer du nom du district de gouvernement local et des termes « district council » (« conseil de district » littéralement).

### Dérogations
Des dispositions de la loi permettent le maintien du statut de cité et de borough. Pour ce faire, dans une résolution spéciale, le conseil doit notifier au gouverneur (en) une requête sollicitant une charte royale permettant l’utilisation de l’appellation de borough ou de cité que ce dernier peut accepter sur avis du Conseil privé.
Les effets d’une telle charte sur un conseil ne peuvent avoir que des fins cérémonielles et non dérogatoires sur ses propres fonctions. Ils portent, par exemple, sur le nombre d’aldermen ou sur l’octroi de la liberté du borough ou de la cité. En outre, la charte dispose :
- que le district soit dénommé borough ou cité (city) ;
- que le conseil soit connu comme conseil du borough (council of the borough) ou de cité (council of the city) ;
- que le président (chairman) et le vice-président (vice-chairman) s’il existe, soient connus respectivement comme maire (mayor) et vice-maire (deputy mayor) dans un borough ou une cité ou bien comme lord-maire (lord mayor) et vice-lord-maire (deputy lord mayor) dans le cas de la réception de la lord mayoralty ;
- que les conseillers qui sont appelés aldermen conformément à la charte soient qualifiés d’aldermen du borough.

### Statuts des conseils
Le Local Government Act (Northern Ireland) 1972 prévoit le maintien du statut de borough dans les districts de gouvernement local lorsque des boroughs sont préexistants si et seulement si le conseil du district adopte une résolution en ce sens avant le 1er octobre 1973.
En vertu de la loi et après cette date-butoir, la demande de concession du statut de borough ou de cité est notifiée au secrétaire d’État pour l’Irlande-du-Nord qui est chargé d’accorder ou non le statut dans un délai d’un mois.
| Nom du district de gouvernement local | Statut du conseil               | Origine                                                                       |
| ------------------------------------- | ------------------------------- | ----------------------------------------------------------------------------- |
| Antrim                                | Conseil de district (1973-1977) | Statut de borough accordé le 9 mai 1977                                       |
| Antrim                                | Conseil de borough (1977-2015)  | Statut de borough accordé le 9 mai 1977                                       |
| Ards                                  | Conseil de borough              | Statut de borough d’après la charte du borough de Newtownards (1927)          |
| Armagh                                | Conseil de district (1973-1995) | Statut de cité accordé le 15 septembre 1995 (avec effet au 1er octobre)       |
| Armagh                                | Conseil de cité (1995-2015)     | Statut de cité accordé le 15 septembre 1995 (avec effet au 1er octobre)       |
| Ballymena                             | Conseil de borough              | Statut de borough d’après la charte de borough de Ballymena (1937)            |
| Ballymoney                            | Conseil de district (1973-1977) | Statut de borough accordé le 18 février 1977                                  |
| Ballymoney                            | Conseil de borough (1977-2015)  | Statut de borough accordé le 18 février 1977                                  |
| Banbridge                             | Conseil de district             |                                                                               |
| Belfast                               | Conseil de cité                 | Statut de cité d’après la charte de la cité de Belfast (1888)                 |
| Carrickfergus                         | Conseil de borough              | Statut de borough d’après la charte du borough de Carrickfergus (1939)        |
| Castlereagh                           | Conseil de district (1973-1977) | Statut de borough accordé le 22 mars 1977                                     |
| Castlereagh                           | Statut de borough (1977-2015)   | Statut de borough accordé le 22 mars 1977                                     |
| Coleraine                             | Conseil de borough              | Statut de borough d’après la charte du borough de Coleraine (1928)            |
| Cookstown                             | Conseil de district             |                                                                               |
| Craigavon                             | Conseil de borough              | Statut de borough d’après la charte du borough de Lurgan (1949)               |
| Down                                  | Conseil de district             |                                                                               |
| Dugannon                              | Conseil de district (1973-1999) | Statut de borough accordé le 14 octobre 1999 (avec effet au 25 novembre 1999) |
| Dugannon                              | Conseil de borough (1999-2015)  | Statut de borough accordé le 14 octobre 1999 (avec effet au 25 novembre 1999) |
| Fermanagh                             | Conseil de district             |                                                                               |
| Larne                                 | Conseil de borough              | Statut de borough d’après la charte de borough de Larne (1938)                |
| Limavady                              | Conseil de district (1973-1989) | Statut de borough accordé le 1er mars 1989                                    |
| Limavady                              | Conseil de borough (1989-2015)  | Statut de borough accordé le 1er mars 1989                                    |
| Lisburn                               | Conseil de borough (1973-2002)  | Statut de borough d’après la charte de borough de Lisburn (1964)              |
| Lisburn                               | Conseil de cité (2002-2015)     | Statut de cité accordé le 27 juin 2002 (avec effet au 8 août 2002)            |
| Londonderry                           | Conseil de cité                 | Statut de cité d’après la charte de la cité de Londonderry (1613)             |
| Magherafelt                           | Conseil de district             |                                                                               |
| Moyle                                 | Conseil de district             |                                                                               |
| Newry and Mourne                      | Conseil de district             |                                                                               |
| Newtownabbey                          | Conseil de district (1973-1977) | Statut de borough accordé le 18 février 1977                                  |
| Newtownabbey                          | Conseil de borough (1977-2015)  | Statut de borough accordé le 18 février 1977                                  |
| North Down                            | Conseil de borough              | Statut de borough d’après la charte du borough de Bangor (1927)               |
| Omagh                                 | Conseil de district             |                                                                               |
| Strabane                              | Conseil de district             |                                                                               |

## Abrogation des autorités locales et de leurs territoires
Le Local Government Act (Northern Ireland) 1972 supprime les précédentes zones de gouvernement local :
- chaque comté et chaque borough de comté cessent d’être une zone administrative s’agissant du gouvernement local ;
- chaque borough (autre qu’un borough de comté), chaque district urbain ou rural (en) sont abolis ;
- chaque district unifié est aboli.

En outre, il abroge :
- le conseil de chaque comté, borough de comté, district urbain et district rural ;
- la corporation de chaque borough autre qu’un borough de comté ou celle du borough dont la charte n’aura pas été relevée par un conseil de district avant le 1er octobre 1973 ;
- le conseil mixte (joint board) institué dans chaque district unifié (mentionné dans la loi) ;
- la Belfast City and District Water Commissioners (en).

## Création de la Staff Commission
Le Local Government Act (Northern Ireland) 1972 introduit la Local Government Staff Commission for Northern Ireland chargée d’assurer le recrutement, la formation et les conditions d’embauche des officiers de conseil et des officiers de la Northern Ireland Housing Executive (en).